# Véranne
Véranne – miejscowość i gmina we Francji, w regionie Owernia-Rodan-Alpy, w departamencie Loara.
Według danych na rok 1990 gminę zamieszkiwało 506 osób, a gęstość zaludnienia wynosiła 32 os./km² (wśród 2880 gmin regionu Rodan-Alpy Véranne plasuje się na 1141. miejscu pod względem liczby ludności, natomiast pod względem powierzchni na miejscu 723.).